# Albert Einsteinmedaille

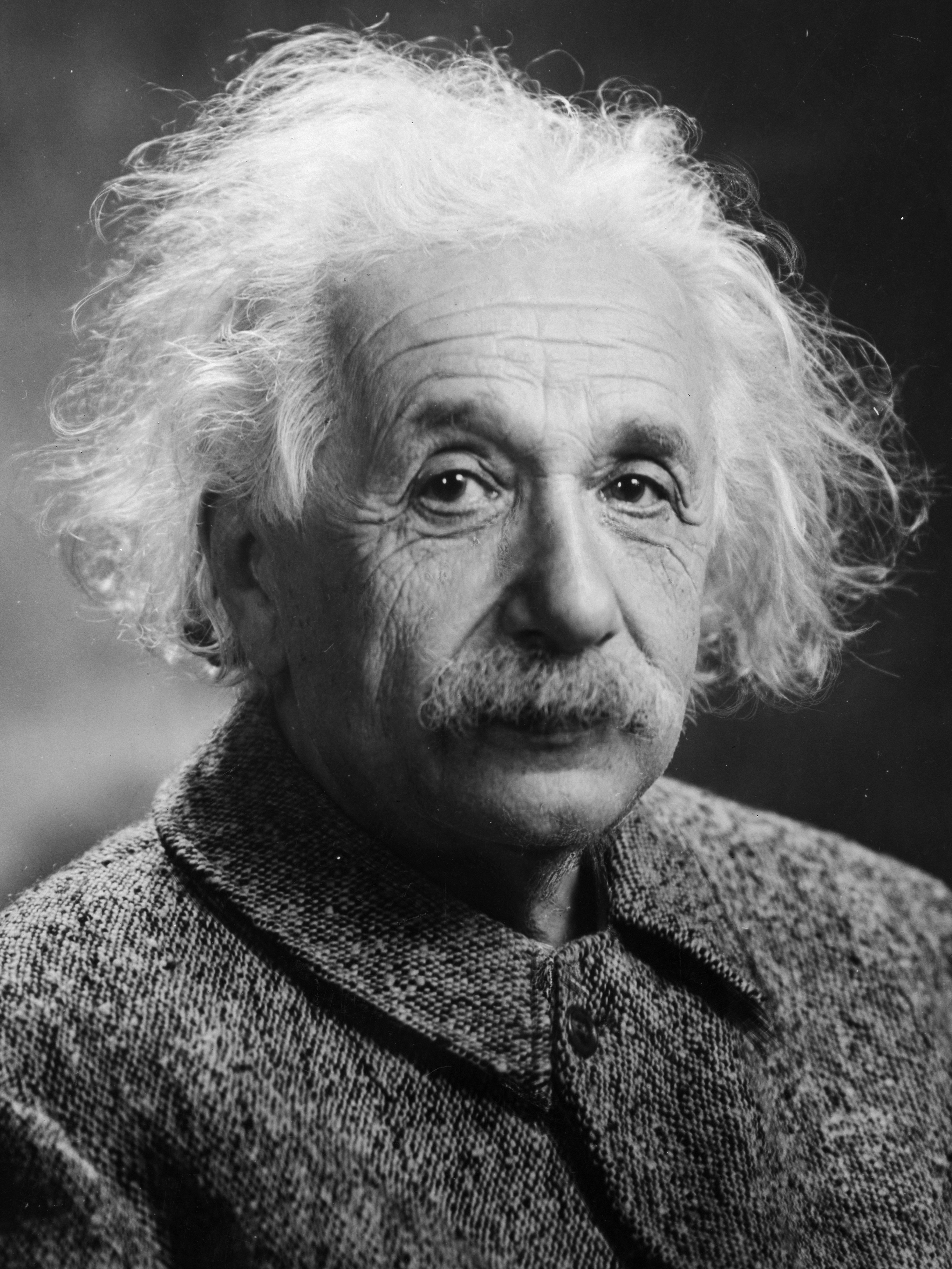
Albert Einstein

De Albert Einsteinmedaille is een prijs die uitgereikt wordt door het Albert Einstein-Gesellschaft in Bern. Sinds 1979 wordt de prijs jaarlijks uitgereikt aan personen die een buitengewone prestatie hebben geleverd in een van de wetenschapsgebieden waarop Albert Einstein zich bewoog.

## Ontvangers
- 2020 - Event Horizon Telescope
- 2019 - Clifford Martin Will
- 2018 - Juan Maldacena
- 2017 - LIGO en  VIRGO (zwaartekrachtgolvendetector)
- 2016 - Alexei Jurjewitsch Smirnow
- 2015 - Charles Misner
- 2014 - Tom W. B. Kibble
- 2013 - Roy Kerr
- 2012 - Alain Aspect
- 2011 - Adam Riess, Saul Perlmutter
- 2010 - Hermann Nicolai
- 2009 - Kip Thorne
- 2008 - Beno Eckmann
- 2007 - Reinhard Genzel
- 2006 - Gabriele Veneziano
- 2005 - Murray Gell-Mann
- 2004 - Michel Mayor
- 2003 - George F. Smoot
- 2001 - Johannes Geiss, Hubert Reeves
- 2000 - Gustav Tammann
- 1999 - Friedrich Hirzebruch
- 1998 - Claude Nicollier
- 1996 - Thibault Damour
- 1995 - Chen Ning Yang
- 1994 - Irwin Shapiro
- 1993 - Max Flückiger, Adolf Meichle
- 1992 - Peter Bergmann
- 1991 - Joseph Hooton Taylor, Jr.
- 1990 - Roger Penrose
- 1989 - Markus Fierz
- 1988 - John Archibald Wheeler
- 1987 - Jeanne Hersch
- 1986 - Rudolf Mössbauer
- 1985 - Edward Witten
- 1984 - Victor Weisskopf
- 1983 - Hermann Bondi
- 1982 - Friedrich Wahlen
- 1979 - Stephen Hawking